# Ladies They Talk About
Pour plus de détails, voir Fiche technique et Distribution.
Ladies They Talk About ou Women in Prison est un film américain de Howard Bretherton et William Keighley, sorti en 1933.

## Synopsis
Nan Taylor, qui fait partie d'un gang de braqueurs de banque, se fait passer pour une cliente régulière afin de distraire l'agent de sécurité pendant que ses complices prennent l'argent. Sa couverture est mise à jour par un policier qui l'avait arrêtée auparavant et elle se retrouve à nouveau derrière les barreaux. La star de la radio réformiste David Slade tombe amoureux d'elle et la fait libérer en faveur du procureur de district Simpson. Quand elle avoue qu'elle est coupable, Simpson la fait emprisonner.
À la prison d'État de San Quentin, Nan rencontre ses codétenues Linda, "Sister Susie" et tante Maggie, ainsi que la matrone de la prison Noonan. Slade continue d'envoyer des lettres à Nan, mais elle refuse ses supplications. Pendant ce temps, Susie a un penchant pour Slade et en veut à Nan de l'avoir rejeté. Son complice de banque, Lefty, lui rend visite et lui dit que Don est maintenant emprisonné dans la section des hommes de l'autre côté du mur. Lefty lui dit de faire une carte de la section des femmes et une copie de la clé de la matrone, afin que les hommes puissent s'échapper via la section des femmes de la prison. Nan pense que Slade a parlé aux responsables de la prison du complot d'évasion et Don est abattu alors qu'il se rend dans la cellule de Nan pour la faire sortir. Nan se voit accorder une autre année et n'est pas autorisé à visiter, mais jure de se venger de Slade.
Lorsqu'elle est libérée, Nan se rend à une réunion du groupe de réveil organisée par Slade. Il est content de la voir et elle est escortée dans une arrière-salle, où il professe son amour pour elle. Elle se moque de lui et l'accuse de dénoncer ses complices braqueurs de banque. Elle lui tire dessus, mais ne le frappe qu'au bras. Sœur Susie le voit de l'extérieur depuis un trou de serrure , mais Slade nie avoir été abattu, et Slade et Nan annoncent leur intention de se marier.

## Fiche technique
- Titre original : Ladies They Talk About
- Réalisateur : Howard Bretherton et William Keighley
- Scénario : Brown Holmes, William McGrath et Sidney Sutherland d'après la pièce de Dorothy Mackaye et Carlton Miles
- Production : Raymond Griffith (non crédité)
- Société de production : Warner Bros.
- Musique : Cliff Hess (non crédité)
- Photographie : John F. Seitz
- Montage : Basil Wrangell (de)
- Direction artistique : Esdras Hartley (en)
- Costumes : Orry-Kelly
- Pays de production : États-Unis
- Langue : anglais
- Format : Noir et blanc - Son : Mono
- Genre : Film dramatique, Film policier
- Durée : 69 minutes
- Date de sortie : 
  - États-Unis : 4 février 1933

## Distribution
- Barbara Stanwyck : Nan Taylor / Nan Ellis / Mme Andrews
- Preston Foster : David 'Dave' Slade
- Lyle Talbot : Le gangster Don
- Dorothy Burgess : 'Sœur' Susie
- Lillian Roth : La prisonnière Linda
- Maude Eburne : Tante Maggie
- Ruth Donnelly : Matrone de Prison Noonan
- Harold Huber : Lefty Simons
- Robert McWade : District Attorney Walter Simpson
- Cecil Cunningham (non créditée) : Mme Arlington
- Grace Cunard (non créditée)